# Gare de Crissé
Gare de Crissé – przystanek kolejowy w Crissé, w departamencie Sarthe, w regionie Kraj Loary, we Francji.
Jest przystankiem kolejowym Société nationale des chemins de fer français (SNCF), obsługiwanym przez pociągi TER Pays de la Loire kursujących między Le Mans, Laval i Rennes.